# Syndrome du solipsisme
Le syndrome du solipsisme est le sentiment durablement ressenti par un individu convaincu que la réalité n'a d'existence qu'au sein de son propre esprit, le monde extérieur étant avant tout une illusion. Des périodes d’isolement prolongées peuvent prédisposer les individus à ce syndrome. Le syndrome a notamment été identifié comme une préoccupation potentielle pour les personnes vivant dans l’espace ou d'autres lieux reclus pendant de longues périodes.

## Aperçu
La concept philosophique du solipsisme est l'affirmation que seul notre esprit peut être défini comme réel avec certitude, le reste n'étant accessible qu'à travers nos sens qui peuvent nous tromper. Cela fait partie de la théorie de l’existence personnelle ou de l'expérience du soi.
Les personnes souffrant du syndrome du solipsisme ont l'impression que la réalité n'est pas « réelle » dans le sens qu'elle n'aurait pas d'existence en dehors de leur esprit (ou en tout cas entretiennent un doute récurrent autour de ce questionnement). Le syndrome se caractérise par des sentiments de solitude, de détachement et d’indifférence à l’égard du monde extérieur. Le syndrome du solipsisme n'est actuellement pas reconnu comme un trouble psychiatrique par l'American Psychiatric Association, bien qu'il partage des similitudes avec le trouble de dépersonnalisation-déréalisation, qui est reconnu. Le syndrome du solipsisme est distinct du solipsisme, qui est une position philosophique selon laquelle rien n'existe ou ne peut être connu en dehors de son propre esprit plutôt qu'un état psychologique. Les partisans de cette philosophie ne souffrent pas nécessairement du syndrome du solipsisme, et ceux qui en souffrent ne souscrivent pas nécessairement au solipsisme en tant qu'école de pensée intellectuelle[réf. nécessaire].
Les isolements prolongés peuvent prédisposer les personnes au syndrome du solipsisme. Il a été pris en compte comme un défi potentiel pour les astronautes et les cosmonautes effectuant des missions à long terme,,, et ces préoccupations influencent la conception des habitats artificiels,,.